# Rosazzo
Il Rosazzo è un vino DOCG prodotto nella provincia di Udine

## Zona di produzione
Parte del territorio dei comuni di San Giovanni al Natisone, Manzano e Corno di Rosazzo tutti in provincia di Udine

## Vitigni con cui è consentito produrlo
- Friulano: per almeno il 50%;
- Sauvignon: dal 20% al 30 %;
- Pinot bianco e/o Chardonnay: dal 20 al 30%;
- Ribolla gialla: fino al 10%.
- Possono concorrere altri vitigni con uve a bacca bianca, idonei alla coltivazione per la provincia di Udine, presenti nei vigneti fino ad un massimo del 5%.[1]

## Tecniche produttive
I nuovi impianti ed i reimpianti dovranno avere una densità non inferiore ai 4 000 ceppi/ettaro.
Nella vinificazione e nell'affinamento è consentito l'uso di botti in legno.
Tutte le operazioni di vinificazione e imbottigliamento debbono essere effettuate nel territorio dei comuni di San Giovanni al Natisone, Manzano e Corno di Rosazzo, nonché nei comuni a questi confinanti.

## Informazioni sulla zona geografica
La zona di produzione del "Rosazzo" è compresa nella parte meridionale della DOC "Friuli Colli Orientali".
I suoi terreni sono di origine eocenica: marne ed arenarie che, alternandosi, danno luogo al cosiddetto "flysch", localmente chiamato “ponca" (termine friulano per “marna”) e di conseguenza sono del tipo franco limoso argilloso a reazione mediamente alcalina.
Hanno un contenuto in calcare totale abbastanza basso mentre il calcare attivo è nella norma.
| contenuto di azoto            | scarso                                                                                       |
| contenuto di potassio         | medio-basso                                                                                  |
| contenuto di fosforo          | scarsissimo                                                                                  |
| contenuto di calcio           | molto elevato                                                                                |
| contenuto di magnesio         | medio                                                                                        |
| rapporto Carbonio/Azoto       | medio (equilibrio tra mineralizzazione ed umificazione della sostanza organica del terreno). |
| capacità di scambio cationico | medio/bassa                                                                                  |

Questo tipo di terreno, anche a causa di una sua scarsa permeabilità, è soggetto ad erosione superficiale a causa della pioggia. Per evitare frane e smottamenti, i viticoltori debbono ricorrere a costosissimi lavori di consolidamento (terrazzamenti, muretti di sostegno) che richiedono anche una assidua manutenzione.
Dal punto di vista climatico, nel periodo vegetativo (1º aprile - 31 ottobre) si riscontrano i seguenti dati:
temperatura media = 18,6 °C
somma termica = 1834 °Cd
precipitazioni medie = 915 mm
mese più piovoso = settembre (156 mm)
mese più secco = giugno (111 mm).
Questi valori risultano mediamente più favorevoli rispetto a quelli di altre DOP della provincia.

## Caratteristiche organolettiche
- colore: giallo paglierino più o meno intenso;
- odore: caratteristico, delicato;
- sapore: secco, armonico, vinoso;
- acidità totale minima: 4,0 g/l;
- acidità volatile massima: 19 mEq/l.[1]

## Storia

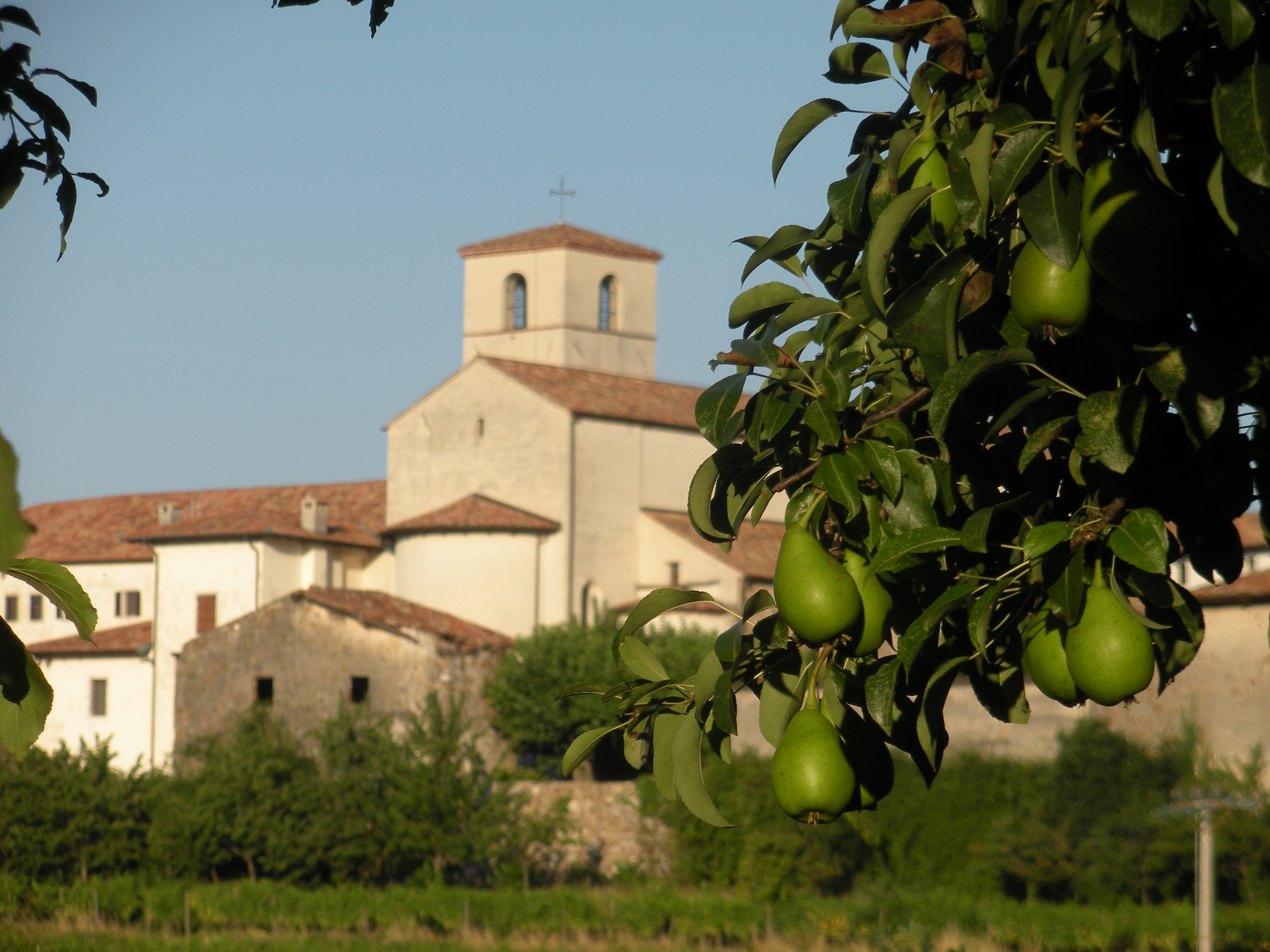
Abbazia di Rosazzo

L'Abbazia di Rosazzo costruita tra il 1068 ed il 1070, è il perno intorno a cui, da sempre, ruota la produzione enologica della zona. In essa sono anche conservati i documenti che ne descrivono l'evoluzione nel corso dei secoli.
In uno di questi, datato 20 gennaio 1341, si legge: «Il Patriarca Bertrando minaccia la scomunica ad alcune persone, le quali, dopo aver occupato una selva dell'Abbazia di Rosazzo, non volevano piantare le viti»
Nel 1420 questo territorio è inglobato ne' La Serenissima Repubblica di Venezia. Questo è determinante per l'incremento della esportazione e la diffusione del Rosazzo nel mondo.
Nel 1483, Marin Sanudo nel suo "Itinerario per la terra ferma" racconta che «...cavalcando per monti si arriva a la Badia di Rosazzo el quale è un castelletto situato sopra un monte... Qui è perfettissimi vini… et, ut dicitur, ivi sono li mior de Italia».
Nel 1595 Bacci in “De naturali vinorum historia” ricorda che il Rosazzo era bevuto anche alla mensa imperiale perché i tedeschi lo apprezzavano alla stregua di quanto facessero gli antichi romani per il Falerno.
E Gaspari, nel 1976 commenta: «l'allargamento delle zone agrarie collinari si diresse verso le colture che maggiormente potevano trarre profitto dalle particolari condizioni climatiche e pedologiche di questi terreni: i vigneti e i frutteti in coltura promiscua si inserirono prepotentemente nel paesaggio boschivo di queste colline».
Precedentemente all'attuale disciplinare questa DOCG è stata più volte modificata:
- Approvato sottozona della DOC "Colli Orientali del Friuli" con DPR 20.07.1970
- Approvato DOCG con DM 14.10.2011 G.U. 249 - 25.10.2011[1]

## Abbinamenti consigliati
Particolarmente indicato per i piatti di pesce, eccellente con i risotti di verdure, carni bianche e formaggi. Va servito a una temperatura di 14-15 °C.

## Produzione
Provincia, stagione, volume in ettolitri